# Extrusanus extrusus
Extrusanus extrusus är en insektsart som beskrevs av Van Duzee 1893. Extrusanus extrusus ingår i släktet Extrusanus och familjen dvärgstritar. Inga underarter finns listade i Catalogue of Life.